# Power - Potere
Power - Potere (Power) è un film drammatico del 1986 diretto da Sidney Lumet con Richard Gere.

## Trama
Pete St. John è un professionista di campagne pubblicitarie ed elettorali senza scrupoli e di grande successo. Pete si dimostra completamente indifferente al tipo di ideologia dei politici, essendo solo interessato al fatto che questi ultimi paghino le tariffe da lui pretese. Quando però si troverà a scegliere tra due contendenti con valori diversi (uno più onesto e uno più disonesto), entrerà in gioco la sua coscienza.

## Accoglienza
Il film fece fiasco al botteghino. Incassò infatti poco meno di 4 milioni di dollari a fronte d'un budget di ben 16 milioni di dollari. Nonostante lo scarso successo al botteghino, però, il film ricevette pareri discordanti da parte della critica che non condannò completamente la sceneggiatura di David Himmelstein.

## Riconoscimenti
- 1986 - Razzie Awards
  - Peggior attrice non protagonista a Beatrice Straight
- 1987 - NAACP Image Award
  - Miglior attore non protagonista a Denzel Washington